# Wilhelm von Diesbach
Wilhelm von Diesbach, né en 1442 à Berne et mort le 28 décembre 1517 dans cette même ville est une personnalité politique bernoise.

## Biographie
Wilhelm von Diesbach est élevé dans la famille de son cousin Niklaus von Diesbach, avec qui il part en pèlerinage à Jérusalem en 1467,.
Il siège au Conseil des Deux-Cents (organe législatif) de Berne dès 1466. Il est membre du Petit Conseil de Berne dès 1475. Il est avoyer de Berne pendant les périodes 1481-1492, 1498-1501, 1504-1507, 1510-1512 et 1515-1517.
Il achète la seigneurie de Douanne en 1476. Il revend la moitié de cette seigneurie en 1487.
Diesbach est régulièrement envoyé en France. Il est pensionné par Louis XI dès 1468 en tant qu'agent diplomatique.

### Ouvrages
- Marcel Godet, Henri Türler et Victor Attinger, Dictionnaire historique & biographique de la Suisse, vol. 3, Neuchâtel, Imprimerie Paul Attinger, 1926 (lire en ligne), p. 670
- F.A. Moser, Ritter Wilhelm von Diesbach, 1930

### Articles
- Barbara Braun-Bucher / FP, « Diesbach, Wilhelm von » dans le Dictionnaire historique de la Suisse en ligne, version du 17 mars 2010.